# شوهی کامیمورا
شوهی کامیمورا (انگلیسی: Shuhei Kamimura؛ زادهٔ ۱۵ اکتبر ۱۹۹۵) بازیکن فوتبال اهل ژاپن است.